# Robert Scott Detlof
Robert Scott Detlof (* 6. Mai 1961) ist ein ehemaliger brasilianischer Skirennläufer.

## Karriere
Detlof war Teil der ersten brasilianischen Mannschaft, die an Olympischen Winterspielen teilnahm. 1992 in Albertville erreichte er als bestes Ergebnis den 63. Rang im Slalom. Dies blieb zugleich sein einziger internationaler Auftritt als Skirennläufer.

## Erfolge

### Olympische Winterspiele
- Albertville 1992: 63. Slalom